# Labrus viridis
Labrus viridis là một loài cá biển thuộc chi Labrus trong họ Cá bàng chài. Loài này được mô tả lần đầu tiên vào năm 1758.

## Từ nguyên
Từ định danh của loài trong tiếng Latinh có nghĩa là "màu xanh lục", hàm ý đề cập đến màu xanh lục sáng trên cơ thể của loài này.

## Phạm vi phân bố và môi trường sống
L. viridis có phạm vi phân bố ở Đông Bắc Đại Tây Dương. Loài này được ghi nhận từ bờ biển Bồ Đào Nha trải dài về phía nam đến Bắc Maroc; ở phía đông, loài này có mặt gần như khắp Địa Trung Hải (nhưng chưa được ghi nhận tại vùng bờ biển Israel, Liban và Syria) và mở rộng phạm vi đến bờ tây Biển Đen.
L. viridis sống ở trong các thảm cỏ biển và xung quanh các rạn đá ngầm, đặc biệt là gần các mỏm đá phủ đầy tảo ở khu vực cận duyên hải, độ sâu đến 50 m.

## Loài nguy cấp
Số lượng của L. viridis đang bị suy giảm nghiêm trọng ở Tây Bắc Địa Trung Hải bởi việc săn bắt thiếu kiểm soát. Sự suy thoái môi trường sống, cụ thể hơn là mất đi các thảm cỏ biển, cũng là mối đe dọa lớn đối với loài này. Khoảng 50–80% số lượng của L. viridis đã biến mất ở phạm vi phía tây Địa Trung Hải. Vì vậy mà L. viridis được xếp vào Loài sắp nguy cấp.

## Mô tả
L. viridis có chiều dài cơ thể tối đa được ghi nhận là 47 cm, nhưng chiều dài thường được quan sát là 35–40 cm. Chúng có thể là một loài lưỡng tính tiền nữ. Cơ thể màu xanh lục hoặc màu ô liu, lốm đốm các chấm trắng (trên cả các vây) và thường có một đường sọc trắng dọc theo chiều dài cơ thể kéo dài từ mõm đến đuôi.
Số gai ở vây lưng: 17–19; Số tia vây ở vây lưng: 10–14; Số gai ở vây hậu môn: 3; Số tia vây ở vây hậu môn: 9–13.

## Hành vi và tập tính
Thức ăn của L. viridis là các loài động vật giáp xác và những loài cá nhỏ. Loài thường sống đơn độc hoặc theo cặp, nhưng cũng đã được quan sát là sống thành những nhóm nhỏ. Những cá thể lớn thường có màu lục vàng hoặc cam ở hai bên thân và bụng.
Cá đực dựng tổ từ rong tảo để cá cái đến đẻ trứng. Trứng được chăm sóc và bảo vệ bởi cá đực.